# Lindsay Thompson
Lindsay Hamilton Simpson Thompson AO CMG (* 15. Oktober 1923 in Warburton, Victoria; † 16. Juli 2008) war ein australischer Politiker der Liberal Party of Australia (LPA), der zwischen 1981 und 1982 der 40. Premierminister von Victoria war.

## Leben

### Studium und Lehrer
Thompson war der Sohn des Lehrerehepaars Arthur Kinnear Thompson und Ethel May Simpson, die Mitgründerin der Mentone Girls’ Grammar School war. Nach dem Tode seines Vaters 1925 wurde er bereits als Zweijähriger Halbwaise und trat nach dem Besuch der Grammar School in Caulfield trat er 1942 seinen Militärdienst  in der Australian Imperial Force (AIF) an und fand bis 1945 Verwendung als Funker in Neuguinea.
Nach Kriegsende begann er 1946 ein grundständiges Studium an der Universität Melbourne, das er 1949 mit einem Bachelor of Arts (B. A.) mit Auszeichnung abschloss. Danach war er zwischen 1951 und 1952 als Lehrer an der Central School in Malvern tätig und absolvierte daneben ein postgraduales Studium im Fach Geschichte, welches er 1952 mit einem Bachelor of Education (B. Ed.) beendete. Danach arbeitete er zwischen 1953 und 1954 als Lehrer an der High School in Melbourne, ehe er 1954 ernsthaft krank wurde und die Lehrertätigkeit aufgab.

### Parteifunktionär und Mitglied desLegislative Council
Seine politische Laufbahn in der Liberal Country Party begann Thompson bereits während seines Studiums als Vorsitzender des Jugendverbandes der Partei, Young Liberals, in Kew. Dort war er zwischen 1950 und 1952 Sekretär des dortigen Ortsverbandes der Liberalen und danach von 1953 bis 1954 Präsident der Liberalen Partei in Kew.
Bei einer Nachwahl (By-election) wurde er am 20. Januar 1955 zum Mitglied des Legislative Council gewählt, des Oberhauses des Parlaments von Victoria, und vertrat in diesem zunächst bis zum 28. April 1967 die Interessen von Higinbotham sowie im Anschluss bis zu seinem Rücktritt am 18. Mai 1970 die von Monash. Zu Beginn seiner Parlamentszugehörigkeit war er zwischen 1955 und 1958 Mitglied der Revisionsausschüsse für Büchereien, Druckereiwesen, Standesregeln und Rechtsstatuten.

### Minister
1956 übernahm Thompson sein erstes Regierungsamt als Sekretär des Kabinetts, ehe er im Juli 1958 von Premierminister Henry Bolte zum Vize-Chefsekretär des Kabinetts sowie zum Vize-Generalstaatsanwalt in die Regierung des Bundesstaates Victoria und übte diese Ämter bis Juli 1961 aus. Nach einer Kabinettsumbildung fungierte er zwischen Juli 1961 und Mai 1967 als Wohnungsbauminister (Minister of Housing) und Minister für Forsten (Minister of Forests) in der Regierung Bolte sowie zugleich von 1965 bis 1967 als Minister mit der Verantwortung für die Wohlfahrt für die Aborigines. Zugleich bekleidete er im Legislative Council zwischen 1962 und 1970 als stellvertretender Vorsitzender der Mehrheitsfraktion der Liberal Country Party und war daneben 1963 Präsident des Beirates des Caulfield Technical College.
Nach der Wahl vom 29. April 1967 wurde Thompson von Premierminister Bolte Nach einer neuerlichen Regierungsumbildung im Mai 1967 zum Bildungsminister (Minister of Education) ernannt und bekleidete diese Funktion bis Mai 1979 und war damit der Minister mit der längsten ununterbrochenen Amtszeit.

### Mitglied derLegislative Assemblyund Vize-Premierminister
Bei der Wahl vom 30. Mai 1970 wurde Thompson im Wahlkreis Malvern erstmals zum Mitglied der Legislative Assembly gewählt, dem Unterhaus des Parlaments von Victoria, und gehörte diesem bis zu seinem Rücktritt am 5. November 1982 an. Daneben war Thompson, der 1970 zum „Vater des Jahres“ gewählt wurde, zwischen 1970 und 1996 Präsident der Royal Life Saving Society Australia (RLSSA).
Im August 1972 wurde er in der Regierung von Boltes Nachfolger als Premierminister, Rupert Hamer, Vize-Premierminister sowie zugleich stellvertretender Vorsitzender der Liberal Party. Diese Ämter bekleidete er bis Juni 1981. Daneben fungierte er zwischen Mai 1978 und Juni 1979 als Chef-Sekretär des Kabinetts.
Während seiner Amtszeit als Bildungsminister kam es am 6. Oktober 1972 zum sogenannten Faraday School Kidnapping. Dabei hatten die arbeitslosen Freunde Edwin John Eastwood und Robert Clyde Boland sechs Schülerinnen und deren Lehrer an der Einklassenschule des Dorfes Faraday gekidnappt und ein Lösegeld von einer Million australische Dollar gefordert. Thompson wollte das Lösegeld persönlich übergeben, jedoch gelang dem Lehrer mit den Schülerinnen zuvor die Flucht, so dass die Lösegeldübergabe nicht mehr notwendig war. Für seinen Mut wurde Thompson 1974 die Royal Humane Society Bronze Medal verliehen.
Nach einer Umbildung der Regierung Hamer wurde Thompson, der 1975 auch Companion des Order of St. Michael and St. George (CMG) wurde, im Mai 1979 Finanzminister (Treasurer) und übte dieses Ministeramt bis April 1982 aus. Daneben bekleidete er zwischen Mai 1979 und Juni 1981 auch als Minister für Polizei und Notfalldienste (Minister for Police and Emergency Services).

### Premierminister, Wahlniederlage 1982 und Oppositionsführer
Nach dem Rücktritt von Premierminister Hamer wurde Thompson am 5. Juni 1981 dessen Nachfolger als Premierminister und übernahm zugleich von diesem den Vorsitz der Liberal Party. Daneben behielt in seiner Regierung auch weiterhin das Amt des Finanzministers. Auf seinen Vorschlag hin wurde Brian Murray 1982 zum Gouverneur von Victoria ernannt.
Bei der Wahl vom 3. April 1982 erlitt die Liberal Party nach Jahrzehnten eine empfindliche Niederlage gegen die Labor Party von John Cain, Jr. Die Labor Party wurde mit 1.122.887 Stimmen (50,01 Prozent) stärkste Partei, gewann 4,77 Prozentpunkte sowie 17 Sitze hinzu. Sie verfügte damit zum ersten Mal seit 1955 über eine absolute Mehrheit in der Legislativversammlung und stellte 49 der 81 Abgeordneten.
Die Liberal Party Thompsons kam mit 860.669 Stimmen (38,33 Prozent) nur noch auf den zweiten Platz. Sie verlor 3,11 Prozentpunkte und 17 Sitze, so dass sie nur noch über 24 Mandate verfügte. Auf den dritten Platz kam die National Party von Peter Ross-Edwards, die 111.579 Stimmen (4,97 Prozent) bekam und bei nur leichten Verlusten  von 0,64 Prozentpunkten weiterhin ihre acht Mandate behalten konnte.
Nach der Wahl wurde Cain neuer Premierminister, während Thompson Oppositionsführer wurde. Im Oktober 1982 legte er die Funktion als Leader of the Opposition nieder und wurde von Jeff Kennett abgelöst. Einen Monat später verzichtete er am 5. November 1982 schließlich auch auf sein Abgeordnetenmandat in der Legislative Assembly.

### Rückzug aus dem politischen Leben und späteres Engagement
Nach seinem Rückzug aus dem politischen Leben engagierte sich Thompson in der Privatwirtschaft sowie zahlreichen Organisationen und war unter anderem zwischen 1982 und 1987 Vize-Vorsitzender der Statewide Building Society, von 1986 bis 1987 Vorsitzender des Carnsworth Garoopna Nursing Home Appeal sowie zwischen 1987 und 1999 Vorsitzender des Treuhandrates des Melbourne Cricket Ground (MCG), dessen Treuhänder er bereits seit 1967 war. 
Seit 1987 war er Vorsitzender der Vereinigung der früheren Parlamentsmitglieder von Victoria (Victorian Parliamentary Former Members Association), seit 1988 engagierte er sich als Vorsitzender des Stipendienausschusses der English Speaking Union und war ferner zwischen 1988 und 2001 Direktor der Mutual Friendly Society. 
Thompson, dem 1990 das Offizierskreuz des Order of Australia (AO) verliehen wurde, war ferner zwischen 1985 und 1996 Treuhänder sowie zuletzt von 1994 bis 1996 Vorsitzender des Treuhandrates des National Tennis Centre in Melbourne, zu dem unter anderem die Rod Laver Arena gehört.
Aus seiner am 18. Januar 1950 geschlossenen Ehe mit Joan Margaret Poynder gingen zwei Söhne und eine Tochter hervor.

## Veröffentlichungen
- Victoria Housing Today and Tomorrow, 1965
- Looking Ahead in Education, 1969
- A Fair Deal for Victoria, 1981
- I Remember, 1989